# خیرآباد (مازول)
خیرآباد روستایی در دهستان مازول بخش مرکزی شهرستان نیشابور استان خراسان رضوی ایران است.

## جمعیت
بر پایه سرشماری عمومی نفوس و مسکن در سال ۱۳۹۵ جمعیت این روستا ۱۴۶ نفر (۴۶خانوار) بوده‌است.